# Сиричино
Сиричино (мкд. Сиричино) је насеље у Северној Македонији, у северном делу државе. Сиричино припада општини Јегуновце.

## Географија
Насеље Сиричино је смештено у северном делу Северне Македоније. Од најближег већег града, Тетова, насеље је удаљено 19 km источно.
Сиричино се налази у доњем делу историјске области Полог. Насеље је положено на североисточном ободу Полошког поља. Југозападно од пружа се поље, а источно се издиже Жеден планина. Вардар протиче западно од насеља. Надморска висина насеља је приближно 400 метара.
Клима у насељу је умерено континентална.

## Историја
Село Сиричино је почетком 20. века имало православну цркву и српску школу. У месту је 1906. године прослављен школски празник Савиндан. Службовао је у цркви парох поп Деспот Серафимовић, а домаћин славе био је у школи Коста Антић. За следећу годину примио се кумства газда Мата Николић.

## Становништво
Сиричино је према последњем попису из 2002. године имало 395 становника.
Претежно становништво у насељу су етнички Македонци (100%).
Већинска вероисповест је православље.